# Daryl van Mieghem
Daryl Jordi van Mieghem (Amsterdam, 5 december 1989) is een Nederlands voetballer die doorgaans als aanvaller speelt.

## Clubcarrière

### AFC
Van Mieghem werd geboren in Amsterdam en speelde in de jeugd van AFC. Hij ging twee keer op proef bij Ajax, maar werd niet toegelaten tot hun jeugdopleiding. In plaats daarvan had hij een periode bij FC Utrecht voordat hij terugkeerde naar AFC in zijn laatste jaren van jeugdvoetbal. Bij AFC debuteerde hij in 2008 onder trainer Cor ten Bosch in het eerste elftal. In het seizoen 2009/10 werd van Mieghem met AFC kampioen van de Zondag Hoofdklasse A, waarmee ze zich plaatsten voor de nieuw opgerichte Topklasse. Na 21 optredens en 6 doelpunten in zijn eerste seizoen op dat niveau, kwam hij in de belangstelling van meerdere profclubs.

### Heracles Almelo
Nadat een proefperiode bij Werder Bremen op niets uitliep, tekende hij in de zomer van 2011 voor twee jaar bij Heracles Almelo, destijds spelend in de Eredivisie. Hij maakte zijn Eredivisie-debuut op 22 januari 2012 als invaller voor Marko Vejinović in een 2-1 nederlaag tegen FC Groningen. Bij Heracles was de concurrentie op zijn positie te groot. Zijn twee seizoenen bij de Almelose club bleven beperkt tot invalbeurten. 

### Telstar
Van Mieghem besloot het een niveau lager te gaan proberen en vertrok voorafgaand aan het seizoen 2013/14 naar Eerstedivisionist Telstar. Hij tekende een contract voor een seizoen bij de ploeg uit Velsen-Zuid. Naar eigen zeggen was de keuze op Telstar gevallen omdat hij hier weer minuten kon maken. Dit bleek ook het geval. Van Mieghem kwam 31 duels in actie en sloot het seizoen af als clubtopscorer, een titel die hij deelde met Kevin Brands, die ook acht treffers had gemaakt. 

### Excelsior
Na een goed seizoen bij Telstar bood Excelsior hem een nieuwe kans in de Eredivisie. De club was het voorgaande seizoen gepromoveerd naar het hoogste niveau en hoopte met de komst van Van Mieghem hun kans op lijfsbehoud te vergroten. Dit lukte. Van Mieghem sloot met Excelsior het seizoen af op een zestiende plek, een plek boven de rode streep. Het volgende seizoen eindigde Excelsior andermaal op plek 15 en wist het zich wederom te handhaven. Tijdens zijn twee seizoenen bij Excelsior kwam Van Mieghem tot 59 optredens, waarin hij 8 doelpunten en 7 assists maakte.

### Heracles Almelo
Zijn goede spel bij Excelsior zorgde ervoor dat Van Mieghem's oude ploeg Heracles Almelo hem medio 2016 terughaalde naar Almelo. Speler en club kwamen een contract overeen voor twee seizoenen. Op 4 augustus 2021 maakte hij zijn debuut voor de club - evenals zijn Europese debuut - als invaller in de tweede helft in het 0-0 uitduel tegen het Portuges FC Arouca in de derde kwalificatieronde van de UEFA Europa League 2016/17. Van Mieghem kwam in de eerste seizoenshelft al tot meer optredens voor Heracles dan in zijn eerste periode bij de ploeg. Hij slaagde er niet in indruk te maken tijdens zijn tweede periode bij Heracles, en had moeite om een vaste startplek op de vleugel te veroveren, terwijl Darri, Jaroslav Navrátil en Brandley Kuwas de voorkeur kregen van trainer John Stegeman. Op 18 december scoorde hij zijn eerste doelpunt in een 3-0 overwinning op PEC Zwolle, nadat hij in de eerste helft was ingevallen voor een geblesseerde Darri. Een week later trof hij tegen FC Groningen opnieuw doel. 

### De Graafschap
Van Mieghem kwam in totaal 13 keer in actie voor Heracles, waarin hij twee doelpunten maakte, voordat hij in januari 2017 voor zes maanden werd uitgeleend aan eerstedivisionist De Graafschap. Bij de overstap verklaarde algemeen directeur van Heracles, Nico-Jan Hoogma: "Daryl moet op zijn leeftijd wekelijks spelen en dat kan bij De Graafschap. Natuurlijk blijven we Daryl op de voet volgen, we wensen hem veel succes." Hij maakte zijn debuut voor de club op 3 februari 2017 als basisspeler in een met 4-1 verloren wedstrijd tegen VVV-Venlo in De Koel. Op 3 maart scoorde hij zijn eerste doelpunt in een 2-1 overwinning op NAC Breda na een assist van Bryan Smeets, nadat hij in de tweede helft was ingevallen voor Anthony van den Hurk. Van Mieghem zou ook bij De Graafschap vooral als invaller fungeren, hij startte slechts twee keer in de basis in zijn eerste zes maanden bij de club. Hij maakte echter wel indruk met drie doelpunten in veertien wedstrijden.
Op 18 juli 2017 werd Van Mieghem's huurperiode bij De Graafschap met nog een seizoen verlengd. Zijn tweede seizoen bij de club was een succes, met in totaal 43 optredens - waarvan 41 als basisspeler - waarin hij 18 doelpunten maakte en 16 assists gaf. De Graafschap promoveerde naar de Eredivisie door Almere City in de finale van de play-offs met 3-2 te verslaan. Ondanks zijn prestaties in de Eerste Divisie wilde Heracles het aflopende contract van Van Mieghem niet verlengen.
Op 6 juni 2018 tekende Van Mieghem een vast, eenjarig contract bij De Graafschap, nadat zijn contract bij Heracles afliep. In de Eredivisie was Van Mieghem aanvankelijk een basisspeler, maar verloor zijn plek in de opstelling tijdens de tweede seizoenshelft aan Furdjel Narsingh en aanstormend talent Delano Burgzorg. Aan het einde van het seizoen leed de club degradatie naar de Eredivisie, mede doordat Van Mieghem in 35 wedstrijden slechts eenmaal het net wist te vinden. 
Op 19 juni 2019 tekende Van Mieghem een contractverlenging van één seizoen, waardoor hij tot 2020 bij De Graafschap bleef. Dit contract werd in april 2020 met nog een seizoen verlengd. Hij was een vaste waarde tijdens de seizoenen 2019/20 en 2020/21 voor De Graafschap, waarbij hij vooral in het laatste seizoen indruk maakte met 38 wedstrijden en 11 doelpunten.

### FC Volendam
Op 5 juni 2021 tekende Daryl van Mieghem een per 1 juli 2021 ingaand contract bij FC Volendam, de nummer zes van het voorgaande seizoen in de Eerste divisie. In de seizoensopener tegen FC Eindhoven (2-2) maakte de vleugelspeler zijn debuut voor zijn nieuwe club. Hij was gelijk van grote waarde met een doelpunt. Hij kende een sterke start van het seizoen en scoorde vijf doelpunten in vijf competitiewedstrijden. Hij miste dat seizoen slechts een wedstrijd, als gevolg van een schorsing. Van Mieghem promoveerde in 2022 met FC Volendam naar de Eredivisie, nadat ze het seizoen afsloten op een tweede plek, achter FC Emmen. Hij sloot het seizoen af met 14 assist, meer dan elke andere speler uit de competitie.
In zijn tweede seizoen was van Mieghem wederom van belangrijke waarde voor FC Volendam. In de seizoensopener tegen FC Groningen (2-2) scoorde van Mieghem het eerste doelpunt voor FC Volendam, op aangeven van Derry John Murkin. Het betekende het eerste Eredivisiedoelpunt van de Volendamse ploeg sinds dertien jaar tijd. Een week later trof hij tegen N.E.C. opnieuw het net, maar desondanks werd er met 1-4 verloren. In april 2023 kwam het nieuws naar buiten dat Van Mieghem zijn contract was verlengd. De clubtopscorer had in zijn aflopende contract een automatische verlenging bij een bepaald aantal gespeelde wedstrijden. Na het duel tegen SC Cambuur (2–0 winst) was die grens bereikt, waardoor de aanvaller in elk geval tot de zomer van 2024 het oranje van FC Volendam zou dragen. Hij sloot het seizoen 2022/23 uiteindelijk af met acht doelpunten en vier assists en wist met FC Volendam handhaving te bewerkstelligen.

### ADO Den Haag
Op 22 augustus 2023 maakte Van Mieghem een transfer naar ADO Den Haag waar hij een contract tekende tot medio 2025.
van Mieghem kende een goed eerste seizoen, hij eindigde met ADO Den Haag op de 5e plek en had de meeste assists in de Eerste divisie. Met 15 assists en 8 goals was het een uitstekende individuele prestatie voor van Mieghem.

## Clubstatistieken
| Seizoen                    | Club                      | Competitie      | Competitie | Competitie | Beker | Beker | Internationaal | Internationaal | Overig | Overig | Totaal | Totaal |
| Seizoen                    | Club                      | Competitie      | Wed.       | Dlp.       | Wed.  | Dlp.  | Wed.           | Dlp.           | Wed.   | Dlp.   | Wed.   | Dlp.   |
| -------------------------- | ------------------------- | --------------- | ---------- | ---------- | ----- | ----- | -------------- | -------------- | ------ | ------ | ------ | ------ |
| 2010/11                    | AFC                       | Topklasse       | 21         | 6          | 1     | 0     | 0              | 0              | 0      | 0      | 22     | 6      |
| 2011/12                    | Heracles Almelo           | Eredivisie      | 5          | 0          | 0     | 0     | 0              | 0              | 0      | 0      | 5      | 0      |
| 2012/13                    | Heracles Almelo           | Eredivisie      | 3          | 0          | 1     | 0     | 0              | 0              | 0      | 0      | 4      | 0      |
| 2013/14                    | Telstar                   | Eerste divisie  | 29         | 8          | 0     | 0     | 0              | 0              | 0      | 0      | 29     | 8      |
| 2014/15                    | Excelsior                 | Eredivisie      | 25         | 2          | 4     | 2     | 0              | 0              | 0      | 0      | 29     | 4      |
| 2015/16                    | Excelsior                 | Eredivisie      | 29         | 3          | 1     | 1     | 0              | 0              | 0      | 0      | 30     | 4      |
| 2016/17                    | Heracles Almelo           | Eredivisie      | 9          | 2          | 3     | 0     | 1              | 0              | 0      | 0      | 13     | 2      |
| 2016/17                    | De Graafschap (huurbasis) | Eerste divisie  | 14         | 3          | 0     | 0     | 0              | 0              | 0      | 0      | 14     | 3      |
| 2017/18                    | De Graafschap (huurbasis) | Eerste divisie  | 38         | 16         | 1     | 0     | 0              | 0              | 4      | 2      | 43     | 18     |
| 2018/19                    | De Graafschap             | Eredivisie      | 33         | 1          | 2     | 0     | 0              | 0              | 2      | 0      | 37     | 1      |
| 2019/20                    | De Graafschap             | Eerste divisie  | 21         | 9          | 1     | 0     | 0              | 0              | 0      | 0      | 22     | 9      |
| 2020/21                    | De Graafschap             | Eerste divisie  | 35         | 10         | 2     | 0     | 0              | 0              | 1      | 1      | 38     | 11     |
| 2021/22                    | FC Volendam               | Eerste divisie  | 37         | 11         | 1     | 0     | —              | —              | —      | —      | 38     | 11     |
| 2022/23                    | FC Volendam               | Eredivisie      | 30         | 8          | 1     | 0     | —              | —              | —      | —      | 31     | 8      |
| 2023/24                    | FC Volendam               | Eredivisie      | 2          | 1          | —     | —     | —              | —              | —      | —      | 2      | 1      |
| 2023/24                    | ADO Den Haag              | Eerste divisie  | 36         | 8          | 4     | 1     | —              | —              | 1      | 1      | 41     | 10     |
| Carrière totaal            | Carrière totaal           | Carrière totaal | 367        | 88         | 22    | 4     | 1              | 0              | 8      | 4      | 398    | 96     |
| Bijgewerkt t/m 14 mei 2024 |                           |                 |            |            |       |       |                |                |        |        |        |        |